# ヘスペロス

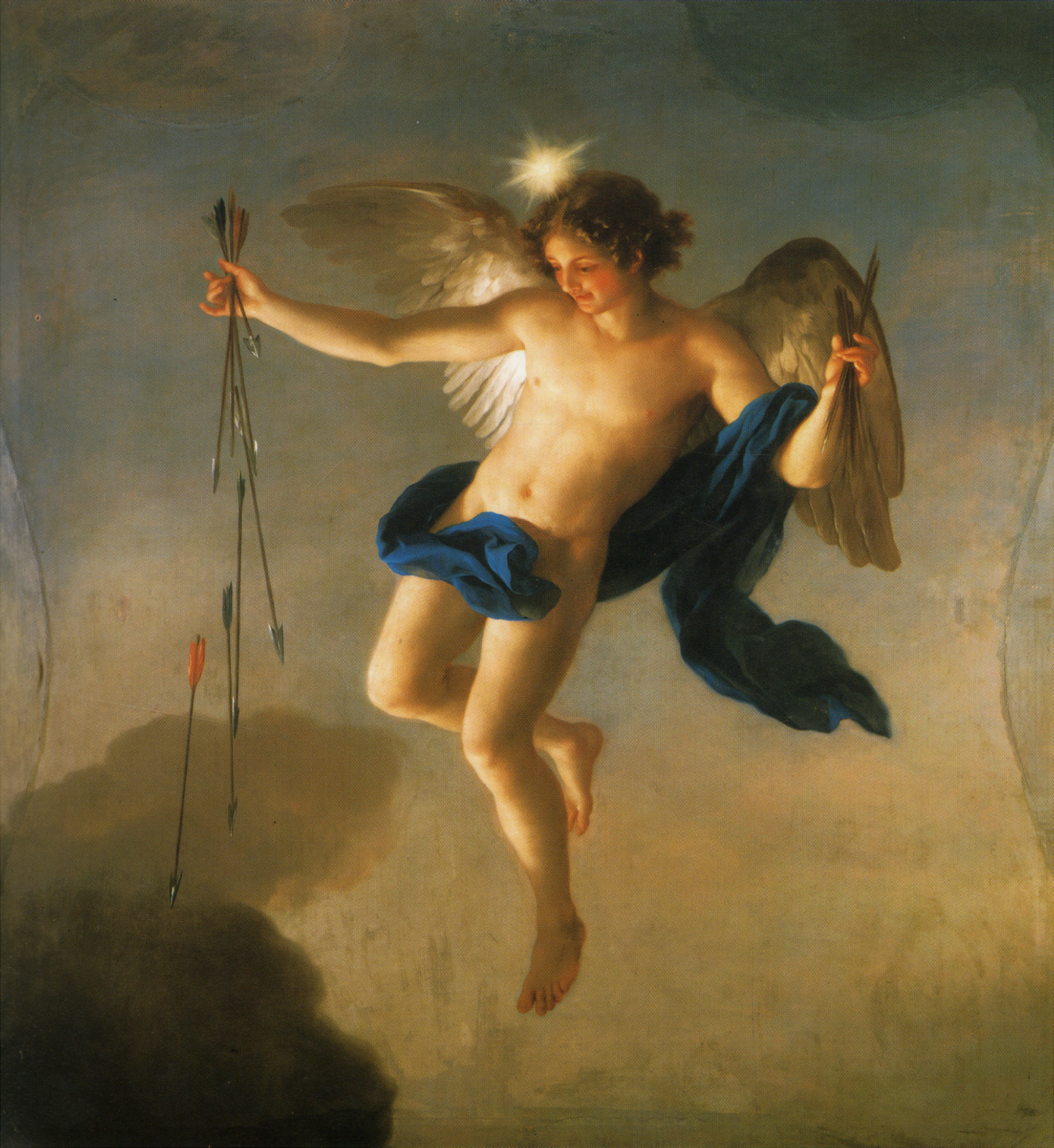
宵の明星としてのヘスペロス（1765年アントン・ラファエル・メングス画）

ヘスペロス（古希: Ἓσπερος, Hesperos）は、ギリシア神話に登場する宵の明星を司る神である。名前は「黄昏、西方」という意味。
アストライオスとエーオースの息子（一説はケパロスとエーオースの息子）で、暁の明星・ポースポロスと兄弟関係だった。また、アトラースの子や兄弟という異説もあり、ヘスペロスの1人娘であるヘスペリス（Hesperis）がアトラースとの間に7人のヘスペリデスを産んだ。ヘスペロスはヘスペリデスの父という異説もある。
ローマ神話ではウェスペル（Vesper）と呼ばれた。